# 亞洲研究期刊
《亞洲研究期刊》（The Journal of Asian Studies （页面存档备份，存于））是亚洲研究协会自1941年起出版的旗舰杂志，每期發行量達八千本，长期以来一直被公认为亚洲研究领域中最具权威、最负盛名和最为严格的同行評審学术期刊，接受率只有6%。 每年出版4次。
自2023年起改由杜克大学出版社出版，在编辑委员会的指导下，定期呈现亚洲领域最优秀的实证和多学科研究，涵盖了艺术、历史、文学、社会科学和文化研究等方面。世界各地的专家们会翻阅这本期刊，以了解亚洲过去和现在的最新深入学术研究成果，其中包括大量书评和关于已经确立和新兴课题的领域最新研究综述。《亚洲研究杂志》的范围覆盖南亚、东南亚、中国、中亚和东北亚，欢迎比较和跨国研究，以及源于细致历史、文化、政治和文学研究论文。
目前期刊的主編是匹茲堡大學的Joseph Alter。

## 名稱變遷
《亞洲研究期刊》成立於1941年。最初，這期刊的名稱是《遠東季刊》（The Far Eastern Quarterly）。1956年9月，改名為現今的名稱。

## 資料來源
1. ↑  . The Journal of Asian Studies. 2012, 71 (1)  [2023-05-18]. ISSN 0021-9118. （原始内容存档于2023-05-18）.
2. ↑  . read.dukeupress.edu.   [2023-04-23]. （原始内容存档于2023-01-27）.
3. ↑  . read.dukeupress.edu.   [2023-04-23]. （原始内容存档于2023-05-11）.

## 外部連結
- 官方网站